# Pierre-Étienne Laporte
Pour les articles homonymes, voir Laporte.
Pierre-Étienne Laporte (Joliette, 23 septembre 1934, Montréal, 30 janvier 2020) est un homme politique québécois. Il a été président du Conseil de la langue française de 1990 à 1995 et député libéral de la circonscription d'Outremont de 1996 à 2003.